# Wim Schepers
Wim Schepers (Stein, 25 de septiembre de 1943 - Meers, Stein, 25 de septiembre de 1998) fue un ciclista neerlandés, que fue profesional entre 1966 y 1975. En su palmarés destacan dos victorias de etapa al Critèrium del Dauphiné Libéré.

## Palmarés
- 1965
  - Vencedor de 2 etapas a la Vuelta en Austria
- 1966
  - 1º en el Manx Trophy
- 1969
  - 1º en la Circuito Mandel-Leie-Escalda
- 1970
  - 1º en el Circuito de las seis provincias
  - Vencedor de 2 etapas del Critèrium del Dauphiné Libéré
  - Vencedor de una etapa de los Cuatro días de Dunkerque

### Resultados al Tour de Francia
- 1967. 25º de la clasificación general
- 1968. Abandona (12.ª etapa)
- 1970. Abandona (5ª etapa b)
- 1972. Fuera de control (9ª etapa)
- 1973. Abandona (8ª etapa)

### Resultados a la Vuelta en España
- 1971. 15º de la clasificación general